# Fanny Elssler
Fanny Elssler (rojena kot Franziska Elßler) avstrijska balerina, * 23. junij 1810, Gumpendorf, Dunaj, Avstrijsko cesarstvo, † 27. november 1884, Dunaj, Avstro-Ogrska.
Fanny Elssler je bila avstrijska balerina iz obdobja romantike, znana po svoji dinamični tehniki in dramatični izraznosti. Zaslovela s svojimi nastopi po Evropi in Združenih državah Amerike ter postala ena najbolj slavnih plesalk 19. stoletja.

## Življenje in kariera
Rodila se je v Dunajski soseski Gumpendorf. Njen oče Johann Florian Elssler je bil zaposlen pri knezu Nikolaju I. Esterházyu. Oče in njegov brat Josef sta bila zaposlena kot prepisovalca pri knežjem kapelniku Josephu Haydnu. Johann je kasneje postal Haydnov osebni služabnik in bil z njim do njegove smrti.
Fanny je bila že od zgodnjih let vzgajana za kariero v baletu. Prvič je nastopila na odru gledališča Kärntnertor na Dunaju, še preden je dopolnila sedem let. Pogosto je nastopala skupaj s svojo dve leti starejšo sestro Therese. Fanny in njena sestra Therese sta plesno izobrazbo pridobivali pri uglednih plesnih mojstrih, kot sta bila Jean-Pierr Aumer in Friedrich Horschelt. Ko je bila Fanny stara devet let, sta s sestro odpotovali v Neapelj v Italiji, kjer sta študirali ples pri Gaetanu Gioji. Po nekaj letih nastopanja na Dunaju sta sestri Elssler leta 1827 odšli v Neapelj. Med bivanjem v Neaplju je Fanny imela razmerje z Leopoldom, princem Salerna, sinom kralja Ferdinanda I., kar je privedlo do rojstva sina Franza.
Fannyjina plesna kariera je dosegla vrhunec, ko sta s sestro leta 1830 odšli v Berlin. Njen uspeh, predvsem zaradi izjemne plesne sposobnosti in osebne privlačnosti, je prinesel številne angažmaje in občudovanje. Po uspehih v  Berlinu in na Dunaju kjer je navdušila Friedricha von Gentza je odšla v London, kjer sta jo toplo sprejela George in Harriet Grote. Ta par je poskrbel za deklico, ki se je rodila kmalu po Fannyjinem prihodu v Anglijo.
Septembra 1834 je Fanny Elssler nastopila v Pariškem opernem baletu, ki je bil takrat znan kot Ballet du Théâtre de l'Académie Royale de Musique, Vstop na to prestižno sceno je bil za Fanny zastrašujoč, predvsem zaradi Marie Taglioni, ki je bila v tistem času vodilna balerina in je veljala za največjo zvezdo opernega baleta. Vendar sta Taglionijeva in Elsslerjeva imeli zelo različne plesne stile. Taglionijeva je bila znana kot danseur ballonné, kar pomeni, da so bili njeni skoki in dvigi zelo lahki in elegantni. Elsslerjeva pa je izstopala z natančnostjo izvedbe hitrih, kratkih korakov. znanih kot danse tacquetée. Ta razlika v stilu je dala opernemu baletu priložnost, da ustvari nekaj kontroverze in s tem pritegne več pozornosti. Kljub prvotnim pomislekom je Elsslerjeva s svojimi nastopi dosegla velik uspeh, kar je začasno zasenčilo Taglionijevo. V svoji izvedbi španske Cachucha (iz baleta Coralli/Gide Le Diable boiteux iz leta 1836) je bilo očitno, da je Elsslerjeva zasenčila vse tekmice. Elsslerjeva ni bila Španka, a njene predstave Cachucha so bile polne ognja in čutnega življenja. Pesnik Théophile Gautier jo je zaradi njenih predstav v Cachuchi poimenoval »poganska« plesalka, medtem ko je Taglionijevo poimenoval »krščanska« plesalka. Uspeh Elsslerjeve v Cachuchi je povzročil porast zanimanja za baletne točke, ki so vključevale nacionalne plese. Elsslerjeva je v svoj repertoar dodala še druge nacionalne plese, kot sta poljski cracovienne (Krakowiak) in italijanski tarantela, kar je dodatno povečalo njeno priljubljenost. Fanny Elssler je bila znana po svoji čutni podobi, ki je vključevala roza saten in črno čipko, in je bila v nasprotju s Taglionijevo kot skromne silfide v belem. Elsslerjeva ni imela samo tehnične spretnosti, njena sposobnost dramatičnega nastopanja je bila izjemna. Njene predstave velikih romantičnih baletov, vključno s La Sylphide, Giselle in La Esmeralda, so prikazale poudarjene značilnosti njihovih likov. To je Elsslerjevo  uvrstilo med najbolj talentirane in opazne balerine romantičnega baletnega obdobja.
Leta 1840 je s svojo sestro odplula v New York na turnejo, ki jo je organiziral Henry Wikoff. Turneja je trajala dve leti, v katerih sta doživeli neprekinjen uspeh.. Medtem ko je bila v New Yorku, je Fanny večerjala z Johnom Van Burenom, sinom predsednika Združenih držav Martina Van Burena. V Washingtonu D.C. so celo prekinili delovanje Kongresa, da bi lahko njegovi člani obiskali njeno predstavo. Lillian Moore meni, da je Elsslerjeva »najslavnejša Sylphide, ki je kadarkoli plesala to vlogo v Ameriki«, pri čemer je zadnji prizor številne člane občinstva spravil v solze. V gledališču St Charles Theatre v New Orleansu je Elsslerjeva sklenila pogodbo, kjer je bila plačana 1000 dolarjev za vsak večer nastopa, kar je bilo za tiste čase izjemno visoko plačilo. Oboževalci po vsej državi niso obiskovali le njenih nastopov, ampak so doživeli tudi »Elsslermanijo«, saj so kupovali šampanjec znamke Elssler, kruh, cigare in številne druge izdelke. Vendar je bil ta pojav tudi predmet razprav, ali njen talent upravičuje tako pretirano izkazovanje čaščenja slavnih.
V naslednjih petih letih se je Elsslerjeva pojavila v Nemčiji, Avstriji, Franciji, Angliji in Rusiji. Leta 1845 je bila povabljena k sodelovanju v baletu Pas de Quatre Julesa Perrota v Londonu vključno z Marie Taglioni, Carlotto Grisi in Fanny Cerrito, a je odklonila. Po uspešni karieri, v kateri je zbrala precejšnje premoženje, je izbrala mirnejše življenje se je umaknila iz odrov in se naselila blizu Hamburga.  Njena sestra Theresa je nekaj let po Fannyjini upokojitvi vstopila v morganatsko poroko (potomci take zveze ne podedujejo očetovih naslovov ali posesti) s pruskim princem Adalbertom in pridobila naslov baronice von Barnim. Terezija je leta 1873 ostala vdova in umrla 19. novembra 1878. Fanny Elssler je umrla na Dunaju 27. novembra 1884.
V nemškem filmu iz leta 1937 Fanny Elssler je Fanny upodobila Lilian Harvey. Prej, leta 1920, je v nemem filmu z istim naslovom Fanny Elssler glavno vlogo igrala Lya Mara.